# Go输入法
GO输入法是3G门户旗下，应用于Android手机平台的多功能输入法。GO输入法国际版的前身是GO输入法，支持拼音、手写、五笔、笔画等多种中文输入，同时支持英文、俄文、韩文以及多种拉丁语族等40种以上语言的输入。不過有安全研究者发现GO输入法會收集用户个人信息。